# Jan Hinter
Jan Hinter (* 1952 in Marburg) ist ein deutscher Drehbuchautor, Filmproduzent und Schauspieler. Er wirkte vor allem in der Fernsehreihe Tatort mit.

## Leben
Hinter studierte in München Theaterwissenschaften und Romanistik. Erst war er Aufnahme- und Produktionsleiter, später arbeitete er bei Bavaria Film in München als Produzent, bis er 1994 nach Köln zu Colonia Media wechselte. Von 2000 bis 2002 war er als Produzent für die Münchner Firma Lounge Entertainment tätig.
Hinter schreibt schon seit 1987 Drehbücher. Für Der Fahnder und die Tatort-Folge Moltke erhielt er den Adolf-Grimme-Preis. Er entwickelte mit seinem Kollegen Stefan Cantz das Konzept und die Figuren für das Tatort-Team Thiel und Boerne und schrieb mit Cantz zahlreiche Drehbücher für die Münsteraner. Beide Autoren wurden für einen Grimme-Preis nominiert.

## Filmografie
| - 1989: Peter Strohm (Fernsehserie, 2 Folgen) - 2002: Sternenfänger (Fernsehserie) - 2006, 2008–2009: Einsatz in Hamburg (Fernsehserie, 3 Folgen) - 2006: Verrückt nach Clara (Fernsehserie, 7 Folgen) - 2008: Schokolade für den Chef (Fernsehfilm) - 2011: Ein Sommer in Paris (Fernsehfilm) - 2012: Klinik am Alex (Fernsehserie, 6 Folgen) - 2012–2013: Heiter bis tödlich: Fuchs und Gans (Fernsehserie, 11 Folgen) - 2013: Mord in bester Gesellschaft: In Teufels Küche (Fernsehreihe) - 2014: SOKO 5113 (Fernsehserie, 2 Folgen) - 2015: Nord Nord Mord – Clüvers Geheimnis (Fernsehreihe) - 2017: Nord Nord Mord – Clüver und die wilde Nacht - 2017: Nord Nord Mord – Clüver und der König von Sylt - 2018: Ein Sommer auf Mallorca (Fernsehfilm) - 2018: Nord Nord Mord – Sievers und die Frau im Zug - 2018: Falk (Fernsehserie, Idee) - 2019: Familie Wöhler auf Mallorca (Fernsehfilm) - 2020: Nord Nord Mord – Sievers und die schlaflosen Nächte - 2021: Nord Nord Mord – Sievers und der schwarze Engel | - 1992–1993: Der Fahnder (Fernsehserie) - 1995: Die Partner (Fernsehserie, 26 Folgen) - 1998: Im Atem der Berge (Fernsehfilm) - 1999: Das Gelbe vom Ei (Fernsehfilm) - 2001: A Woman and a Half: Hildegard Knef (Dokumentation) - 2002: Tattoo - 1983: Flucht nach vorn - 1988: Moltke - 1998: Manila |